# A Bigger Splash (film, 1973)
Pour les articles homonymes, voir A Bigger Splash (homonymie).
Ne doit pas être confondu avec A Bigger Splash (film, 2015).
Pour plus de détails, voir Fiche technique et Distribution.
A Bigger Splash est un film britannique réalisé par Jack Hazan, sorti en 1973.
Il s'agit d'un documentaire sur le peintre David Hockney et son entourage, en grande partie mis en scène et entrecoupé de séquences oniriques, dont certaines reproduisent des tableaux de David Hockney qui sont également montrés en parallèle, notamment A Bigger Splash auquel le titre du film fait référence.

## Synopsis
Trois ans de la vie personnelle et artistique du peintre David Hockney, entre 1971 et 1973.

## Fiche technique
- Titre : A Bigger Splash
- Réalisation : Jack Hazan

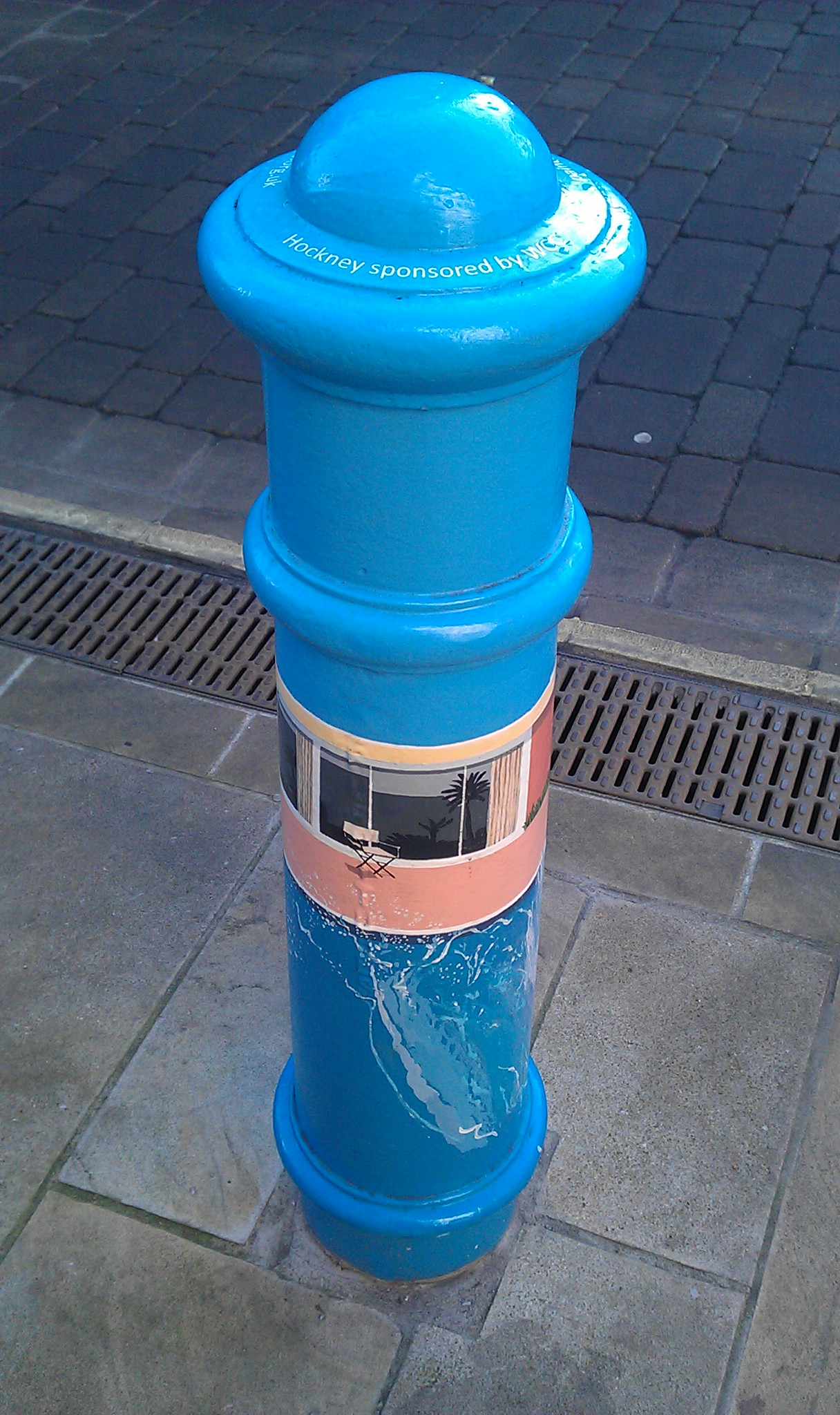
Potelet de la ville de Winchester peint dans le style de A Bigger Splash.

- Scénario : Jack Hazan et David Mingay
- Musique : Patrick Gowers (musique additionnelle : Greg Bailey)
- Photographie : Jack Hazan
- Montage : David Mingay
- Production : Jack Hazan et Mike Kaplan
- Sociétés de production : Buzzy Enterprises et Circle Associates
- Société de distribution : New Line Cinema (États-Unis)
- Pays d'origine :  Royaume-Uni
- Langue originale : anglais
- Genre : documentaire
- Durée : 106 minutes
- Dates de sortie : 
  - États-Unis : octobre 1973 (Festival international du film de Chicago) ; 5 octobre 1974 (sortie limitée)

## Distribution
Les interprètes jouent leur propre rôle.
- David Hockney
- Peter Schlesinger (en)
- Mo McDermott
- Celia Birtwell (en)
- Ossie Clark (en)
- Henry Geldzahler (en)
- John Kasmin (en) (crédité seulement sous le nom de Kasmin)
- Patrick Procktor